# Кактус
Кактуси (Cactaceae) су породица која садржи око 127 родова са око 1.750 познатих врста, и сви су вишегодишње биљке. Реч „кактус” потиче из старогрчког κάκτος, кактос. Кактуси су врло разноврсни што се тиче облика и величине, а већина њих живи у сушним стаништима. Многи живе у изузетно сушном окружењу, чак су пронађени и у пустињи Атакама, једном од најсушнијих места на планети. Скоро сви кактуси су сукуленти, што значи да поседују меснате делове за чување воде. Већина врста кактуса изгубила је праве листове, задржавајући само бодље, које су високо модификовани листови. Бодље имају улогу у борби против хербивора, а такође спречавају губитак воде. У одсуству лишћа, увећана стабла врше фотосинтезу. Кактуси су пореклом из Америке, а насељавају станишта од Патагоније на југу, до делова западне Канаде на северу.
Кактуси се употребљавају на различите начине: многе врсте се користе као украсне биљке, док се друге користе за производњу сточне хране, или у исхрани човека (најчешће због сочних плодова).
Многе сукулентне биљке, као што су врсте из фамилије Euphorbiaceae, врло личе на кактусе, па их због тога многи неправилно називају кактусима.

## Морфологија

### Тело кактуса
Надземни део кактуса, стабло, назива се „тело”. Средином тела сваког кактуса пролазе проводни снопићи, од корена па све до вегетационе купе биљке, где се завршавају. Око проводних снопића налази се ткиво камбијум. Најпримитивнији кактуси имају танко стабло, а код развијенијих кактуса стабло је све дебље. Функцију листова, асимилацију и размену гасова, преузело је тело кактуса, односно стабло. Повећање обима тела кактуса доводи до повећања слоја паренхимског ткива, које може да веже велику количину воде која је потребна за одржавање животних процеса, посебно за време дуготрајних суша. Висина им је веома различита, а постоји и велики број различитих облика. Могу да буду неправилних облика, стубасти, лоптасти, пљоснати, цилиндрични, разгранати. Постоје и епифитни кактуси који расту у крошњама стабала, а њихове стабљике висе слободно надоле.

### Епидермис
Покорица (епидермис) је ткиво које штити биљке од неповољних спољашњих утицаја, на пример увенућа, изненадних топлотних удара, прејаког осветљења итд. Ћелије на површини имају кутикулу, а на површини се често излучује воскаста материја. Испод покорице је основно ткиво у коме се налазе хлоропласти, који обављају функцију фотосинтезе. Биљкама је неопходна размена водене паре и гасова, а у том процесу учествују стоме.
Асимилација (уградња) угљен-диоксида је код кактуса другачија у односу на друге врсте биљака јер се врши и када су поре затворене, а део укупне хемијске реакције се пребацује у ноћне сате. То је веома важно за чување резервне воде у телу кактуса.

### Бодље (трнови/игле)
Бодље израстају из посебних органа који се називају ареоле, а састоје се из основе, средњег дела и купе. За време раста приљубљене су уз основу, и зато се младе бодље лако ломе у свом доњем делу, где је ткиво још младо и мекано. Бодље постепено губе воду и када сазру постан тврде и чврсте. Облици бодљи су разноврсни, а основни типови су: игличасте, вретенасте, чекињасте, власасте и конусолике. Могу да буду гранате и пљоснате, попречно назубљене, а за неке врсте су карактеристичне бодље са кукасто савијеним врхом.

### Корен
Коренски системи су обично разгранати, плитки и танки, а широко се пружају како би упијали површинску влагу.

### Цвет, семе и плод
Код примитивних врста кактуса цветови израстају на врховима бочних гранчица и имају карактер трансформисаног бочног изданка. Пупољак такође може да се трансформише у бочни изданак, а ако се откине може да се ожили и постане нова биљка. Чашица и круница су срасле, а цео цвет има исту боју као крунични листићи. Сви органи цвета су спирално распоређени, а плодник је увек подцветан. Према облику цветови могу да буду округласти, звонасти, левкасти, цевасти, цилиндрични. Већина кактуса има правилне цветове (актиниморфне), али има и доста родова код којих су цветови зигоморфни. Цветови су појединачно распоређени и живописних су боја.
Семе кактуса може бити веома разнолико. Код неких врста семе је крупно и пљоснато, у пречнику 1 до 2mm, али постоје и врсте са много крупнијим семеном, али и такве чије је семе ситно као прах.Може бити глатко и сјајно или храпаво без сјаја, са бројним избочинама или брадавицама. Најчешће је црне или смеђе боје.
Плод кактуса је сличан облику јагоде. Плодови могу бити обрасли бодљама, длакасти или огољени. Када сазру, осуше се, распадају се или омекшају, па се распу. Већина зрелих плодова пуца вертикално, а само неки хоризонтално. Поједине врсте кактуса стварају плодове у самом телу, који се појављују када сазру.

## ЦАМ метаболизам
Посебан начин фиксације  код сукулентних биљака означава се као ЦАМ метаболизам, а биљке се називају ЦАМ биљкама. КОд ових биљака фиксација  из ваздуха и његова редукција су временски одвојени. Тако се фиксација  обавља ноћу, а коришћење у фотосинтези дању, и то у истој ћелији. Контролу размене гасова обављају стоме које су током дана највећим делом затворене, а ноћу отворене. Предност ових биљака огледа се у томе што примање  ноћу када су температуре ниже, доводи до мањих губитака воде. При том се знатне количине  фиксирају и одлажу у вакуоле и током дана користе у фотосинтези. Основни резултат оваквог пута је мала продуктивност, па се типичне ЦАМ биљке одликују спорим растом, што је случај са кактусима. Међу овим биљкама постоје и друге чија продуктивност није ниска, као што су на пример агаве.

## Распрострањеност
Кактуси као ендемити расту искључиво у Америци. Неке врсте из рода Rhipsalis допрли су до Африке и Индије. После открића Америке кактуси су пренети у Европу, где су се одомаћили и као дивљи проширили око Средоземног мора. У Аустралији су врсте из рода Opuntia постале коров. У својој првобитној домовини, кактуси су се прилагодили и суши и хладноћи. Неке врсте допиру на северу до Канаде, а на југу до Патагоније.Кактуси могу добро да расту и на морским обалама као и на високим планинама. У природи кактуси могу да опстану тамо где у њиховој близини нема других биљака, јер се не могу такмичити са оближњом бујном вегетацијом. Зато најчешће расту на веома сувим положајима, међу камењем, у пукотинама стена и сл.
Неке врсте кактуса живе само на ограниченим местима, тј. њихов ареал је ограничен. За такве кактусе највећа опасност је човек. Пољопривредна производња, изградња вештачких језера и брана, насеља и индустријских зграда уништиле су многа станишта кактуса.

## Класификација
Фамилија кактуса је подељена на око 125 до 130 родова који садрже од 1400 до око 1500 врста. Породица кактуса обухвата четири подфамилије, а то су:
- Подфамилија Pereskioidae K. Schumann

Једини род је Pereskia. Ова подфамилија обухвата најпримитивније кактусе. Биљке су дрвеће или грмље са правим листовима и једноставним цветовима који су сакупљени у гроздове.
- Подфамилја Opuntioidae K. Schumann

Ова подфамилија обухвата високо сукулентне врсте, од којих само неке имају листове (док су млађе), али се оно касније изгуби. Стабла су обично подељена на различите зглобове, а цветови су појединачни.
- Подфамилија Maihuenioidae P. Fearn

Једини род је Maihuenia, а обухвата две врсте које су представљене нискорастућим формама.
- Подфамилија Cactoidae

Ово је највећа подфамилија и обухвата све врсте типичних кактуса. Врсте су веома разнолике што се тиче облика и изгледа, могу да буду лоптасте, стубасте или неког другог облика. У ову подфамилију спадају и многе епифитске врсте, као и врсте кактуса које се гаје у колекцијама.

## Основне технике гајења
Кактуси су толико популарни, да су многи љубитељи ових биљака почели да их гаје широм света. Постоји и велики број књига и приручника који су посвећени њиховој култивацији. Кактуси се природно јављају у широком спектру станишта, а узгајају се у многим земљама са различитим климатским условима. С обзиром на услове раста у њиховој постојбини, у Европи се кактуси морају прилагодити постојећим условима средине приликом гајења, тј. морају се аклиматизовати.
Могућност аклиматизације постоји захваљујући способности кактуса да се прилагођавају новим условима. Таква особина им је омогућила да се током векова развију на најразличитијим стаништима. Изглед и друге особине кактуса зависе од услова које им станиште пружа. Неки узгајивачи гаје кактусе под отвореним небом, неки под стаклом, неки их више проветравају а други више засењују. Земљиште богато или сиромашно минералним материјама, са више или мање воде, утиче на раст тела и бодљи кактуса, на боју покожице и чврстину ткива. Најисправније гајење је оно уз помоћ кога добијамо биљке са чврстом структуром, са богатим и чврстим бодљама, тј. биљке сличне кактусима на природним стаништима.

### Супстрат за гајење
За гајење кактуса најбоље је земљиште које има одређене хемијске, биолошке и физичке особине. У погледу хемијског састава земљиште мора да садржи све елементарне хранљиве материје, тј. азот, фосфор и калијум (NPK), затим калцијум и микроелементе. Такође, важни састојци су и угљеник, водоник и кисеоник. Сви ови елементи морају да се налазе у таквом облику да биљка може да их прими у одговарајућим количинама. Што се тиче хемијске реакције земљишта, за већину кактуса најповољнија је слабо кисела реакција, чија је pH вредност око 6.
Земљиште за кактусе треба да је ваздушасто и пропусно, да садржи довољну количину финих, ситних честица и хумуса, што се постиже мешањем неколико основних супстрата. За већину врста кактуса, одговарајући супстрат се састоји из једнаких количина тресета, баштенске земље и ситног шљунка. Такође одговарајући супстрат може да садржи половину ситног шљунка и половину баштенске земље. у супстрат се обавезно додају и комадићи иситњене цигле, каменчићи и песак, како би супстрат био порозан, тј. пропустљив за воду.

### Пресађивање
Кактуси се пресађују обично у пролеће, али само када је то потребно (када кактус прерасте посуду или када корење изађе кроз рупе на дну посуде), мада се могу пресађивати и лети (крајем јула и почетком августа). Мање биљке се предсађују само у сандучиће, а веће појединачно у саксије или широке лонце. Земља у коју се кактус пресађује не треба ни да је превише мокра, а ни превише сува.

### Светлост и заливање
Како би кактуси могли нормално да расту и цветају, неопходно је доста Сунчеве светлости, тако да је јужна или југоисточна страна зида или терасе идеална за њихово гајење. Треба водити рачуна да биљке не добију опекотине током врелих дана. Вештачка светлост, као што су разне врсте сијалица, помаже али не може да замени природну светлост.
Количина воде којом се кактуси заливају, зависи он неколико фактора. Током периода раста, током лета, кактусе би требало заливати једном у пет дана. У зависности од тога колико је земља сува, заливање може бити и чешће. Током зиме, када кактуси одмарају, вода им није потребна, једино ако се чувају у топлој просторији потребно их је повремено залити. Најбоља за заливање је чиста кишница, али наравно за заливање се користи и обична вода са чесме.